# Listă de muzee

## Afganistan
- Muzeul din Kabul
- Afghan National Museum
- OMAR Mine Museum
- National Archives
- Negaristani Milli

## Africa de Sud
- Transvaal Museum
- National Cultural History Museum Collections Management, la Lyttelton

## Albania
- Muzeul Național Skenderbeg
- Muzeul Enver Hoxha, inaugurat în 1988
- Muzeul Național de Istorie, deschis în 1981
- Pallati I Kulturës) (Palatul Culturii), 1963

## Algeria

### Alger
- Agence Nationale de l’Archéologie
- Musée de l’Armée Nationale Populaire
- Musée de l’Enfance
- Musée des Beaux Arts El Hamma
- Musée du Bardo
- Musée National des Antiquités
- Musée National des Arts Traditionnels et Populaires

### Timgad
- Muzeul de Antichitate de la Timgad

## Andorra
- Government Exhibition Hall, sala guvernului: teatru și muzeu.

## Australia
- Galeria de Artă din Geelong

## Austria
- Muzeul de Istorie a Artei din Viena

## Burkina Faso
- Musée de la Musique, Ouagadougou
- Musée National du Burkina Faso, Ouagadougou
- Musée Provincial du Sanmatenga, Ouagadougou
- Musée de Kaya, Ouagadougou
- Musée Belem Yingre de Manega, Ouagadougou, site web
- Musée de la Termitière de Manega, Ouagadougou, site web
- Musée des Civilisations du Sud-Ouest, Poni
- Musée Provincial du Houët, Bobo-Dioulasso

## Elveția
- Colecția Bührle din Zürich
- Fundația Beyeler
- Kunstmuseum din Basel
- Kunstmuseum din Berna

## Estonia
- Kumu

## Franța
- Castelele de pe Loara
  - Castelul Azay-le-Rideau
  - Castelul Blois
  - Castelul Chambord
  - Castelul Chenonceau
  - Castelul Montsoreau
- Chambéry
  - Muzeul de Artă - Musée des Beaux-Arts (bogată colecție de picturi italiene din secolele al XIV-lea și al XV-lea)
  - Castelul ducilor de Savoie (secolele al XIV-lea - al XV-lea)
  - Muzeul Savoiei - Le Musée Savoisien (în fostul palat episcopal)
  - Muzeul Charmettes (la 2 km de oraș, pe D 4, casa Doamnei de Warens, unde sunt păstrate toate documentele privitoare la trecerea lui Jean-Jacques Rousseau, între 1736 - 1742).
- Montsoreau
  - Muzeul de Artă Contemporană - Castelul Montsoreau
- Nantes
  - Musée d'histoire de Nantes
  - Musée des Beaux-Arts de Nantes
  - Musée Dobrée
  - Musée Jules Verne
  - Muséum d'histoire naturelle
  - Planétarium de Nantes
  - Musée de l'Imprimerie
  - Musée de la machine à coudre
  - Musée naval du Maillé-Brézé
  - Mémorial à l'abolition de l'esclavage
  - Musée des Compagnons du devoir
  - Musée de la poste
  - Musée des sapeurs-pompiers
- Paris
  - Centrul Cultural „Georges-Pompidou”
  - Conciergerie
  - Les Invalides
  - Muzeul Luvru
  - Muzeul Orsay
  - Sainte-Chapelle
- Troyes
  - Musée des Beaux-Arts de Troyes (Muzeul de Artă din Troyes)
  - Musée d'art moderne de Troyes (Muzeul de Artă Modernă din Troyes)
  - Maison de l'outil et de la pensée ouvrière (Muzeul uneltelor și gândirii muncitorești)
- Versailles
  - Palatul Versailles
  - Marele Trianon
  - Micul Trianon

## Germania
- Alte Pinakothek (München)
- Gliptoteca de la München
- Muzeul German
- Muzeul Von der Heydt, Wuppertal
- Muzeul de științe naturale Koenig
- Rheinisches Landesmuseum Trier
- Städel
- Vitra Design Museum
- Walhalla (templu)

## Malaysia
- Muzeul de Arte Islamice al Malaysiei

## Marea Britanie
- National Gallery, Londra
- British Museum
- National Portrait Gallery

## Republica Moldova
- Muzeul Național de Arheologie și Etnografie din Chișinău
- Muzeul național de etnografie și istorie naturală
- Muzeul de Istorie și Etnografie din Bălți
- Muzeul Literaturii Române „Mihail Kogălniceanu”
- Muzeul ostașului român „Memoria”

## Olanda
- Mauritshuis
- Muzeul Van Gogh
- Rijksmuseum

## Portugalia
- Muzeul Electricității (Lisabona)

## România
- Muzeele Dobrogei
- Muzeele Țării Românești
  - Mausoleul de la Mateiaș
- Muzeele Moldovei
  - Casa memorială Ion Creangă din Humulești
- Muzeele Transilvaniei
  - Muzeul Național al Unirii din Alba Iulia
  - Castelul Bran
  - Muzeul de Artă din Brașov[1]
  - Casa Mureșenilor din Brașov
  - Biserica Sf. Bartolomeu din Brașov
  - Biserica Sfântul Martin din Brașov
  - Biserica Neagră din Brașov
  - Biserica Sf. Nicolae din Șcheii Brașovului
  - Muzeul primei școli românești din Brașov
  - Muzeul Civilizației Urbane Brașov
  - Muzeul Țării Făgărașului „Valer Literat”, în Cetatea Făgărașului
  - Muzeul de Artă, din Cluj-Napoca
  - Muzeul Național de Istorie a Transilvaniei, din Cluj-Napoca
  - Muzeul Etnografic al Transilvaniei, din Cluj-Napoca
  - Muzeul Satului, din Cluj-Napoca
  - Muzeul de Speologie "Emil Racoviță", din Cluj-Napoca
  - Muzeul Brukenthal din Sibiu
  - Muzeul Tehnicii Populare din Sibiu
  - Muzeul de Istorie Naturală din Sibiu
  - Cetatea Sighișoara
  - Biserica fortificată din Biertan, județul Sibiu
- Muzeele Banatului
- Muzeele Țării Crișurilor
- Muzeele Maramureșului
- Muzeele Bucovinei
  - Casa memorială Ciprian Porumbescu, din Stupca, județul Suceava

## Rusia
- Moscova
  - Galeria de Artă „Tretiakov”
  - Muzeul de Artă „A. S. Pușkin”
  - Muzeul Central „V. I. Lenin”
  - Muzeul Culturii Orientale
  - Palatul cu Fațete din Kremlin
  - Tezaurul Țarilor din Kremlin
- Novgorod (Velikij)
- Novosibirsk
- Sankt Petersburg
  - Muzeul Ermitaj
  - Muzeul de Arte Aplicate
  - Muzeul de Etnografie
- Vladimir

## Spania
- Muzeul Prado
- Muzeul Guggenheim din Bilbao

## Statele Unite ale Americii
- MoMA
- Albright-Knox Art Gallery din Buffalo
- Carnegie Museum of Art din Pittsburgh
- Albright-Knox Art Gallery din Buffalo
- Art Institute of Chicago
- Muzeul Național al Indienilor Americani
- Metropolitan Museum of Art

## Vatican
- Muzeele Vaticane